# Исчезновение Гарольда Холта
Исчезновение премьер-министра Австралии Гарольда Холта произошло 17 декабря 1967 года во время его купания около Портси в штате Виктория. Активная поисковая операция велась в районе пляжа Чевиот, но тело не нашли. В результате его заочно объявили погибшим, а спустя пять дней состоялась панихида, где память Холта почтили многие мировые лидеры. Принято считать, что он утонул при случайных обстоятельствах, но имеется ряд конспирологических теорий, самая известная из которых предполагает, что Холта подобрала китайская субмарина. Холт был третьим премьер-министром Австралии, умершим в должности, после Джозефа Лайонсона (1939) и Джона Кертина (1945). Обязанности пропавшего Холта исполнял Джон Макивен, а по итогам последовавших выборов лидер либеральной партии — Джон Гортон. Гибель Холта вошла в австралийский фольклор, в честь него назван Мемориальный плавательный центр имени Гарольда Холта.

## Предыстория
Гарольд Холт занял пост премьер-министра Австралии в январе 1966 года, заменив ушедшего в отставку Роберта Мензиса. Холт был профессиональным политиком, стал членом парламента в 27 лет, а министром — в 30. Он отказался от охраны при вступлении в должность, считая это не необходимым, но отталкивающим общественность. Его позиция изменилась после двух инцидентов: в середине 1966 года снайпер разбил стекло в его кабинете, а затем было совершено покушение на лидера оппозиции Артура Колвелла. Холт неохотно согласился на сопровождение охранником при исполнении служебных обязанностей, но на отдыхе отказывался от защиты, считая её посягательством на личную свободу. Его супруга Зара позже предположила, что такой шаг был продиктован желанием Холта скрыть свои внебрачные связи.

### На побережье
Холт любил ходить в походы, отдыхать в домиках на побережье в Портси (штат Виктория) или Бингли Бэй (Квинсленд). В 1954 году он увлёкся подводной охотой, которая стала его излюбленным времяпрепровождением даже в холодные сезоны, когда он надевал гидрокостюм. Обычному погружению он предпочитал фридайвинг или сноркелинг, не отягощённый кислородными баллонами. Убитую рыбу он засовывал за пазуху и продолжал рыбалку. По словам его сподвижников, Холт был невероятно вынослив под водой и порою в ходе парламентских дебатов развлекался, засекая, как долго он способен задерживать дыхание. Он мог долго держаться на воде, но не был отличным пловцом.
Доказывая опасность хобби, с Холтом поссорились несколько его друзей и пресс-секретарь Тони Эгглтон, которому тот сказал: «Слушай, Тони, какова вероятность, что премьер-министр утонет или попадётся акуле?». 20 мая 1967 года Холт едва не погиб при погружении у полуострова Морнингтон. Причиной случившегося он назвал повреждённую трубку, отметив, что «за свою жизнь был наиболее близок к тому, чтобы утонуть!». Спустя несколько месяцев, 5 августа он занимался подводной охотой на острове Данк у Большого Барьерного рифа. 25 минут он охотился на большую коралловую форель, но отказался от преследования из-за сильной одышки.

### Состояние здоровья
Холт отличался крепким здоровьем, хотя некоторые члены семьи умирали преждевременно — его отец скончался в возрасте 59 лет, а старший брат — в 57 лет. В декабре 1955 года в результате ДТП Холт получил сотрясение мозга, водитель министерского автомобиля погиб. В сентябре 1967 года у Холта начались боли в области печени, ставшие следствием спортивной травмы молодости. Ему предписали обезболивающие и лечебную физкультуру два раза в неделю. За несколько дней до смерти его личный врач Маркус Фоунс советовал избегать чрезмерных нагрузок и меньше заниматься плаванием и теннисом. В документальном фильме 2008 года «The Prime Minister is Missing» предполагается, что смерть Холта вызвана стрессом, усталостью от работы в сочетании с лекарствами. Среди них назывался морфин, касательно приёма которого за день до гибели «нет прямых доказательств». Старший государственный служащий сэр Ленокс Хьюитт в интервью 1994 года сообщил, что к моменту своего исчезновения Холта одолевали депрессия и смена настроения: «Последний раз я видел и говорил с Гарольдом Холтом в Канберре и помню сказанные им слова: „Лен, человек не создан, чтобы жить вот так“».

### До 17 декабря
Итоговое заседание Кабинета министров 1967 года началось поздно вечером в четверг, 14 декабря, и завершилось на следующее утро. Холт вздремнул несколько часов в резиденции и вернулся в Здание парламента в 8:30, чтобы доработать пресс-релиз. В 11 часов Холт вышел из здания парламента, его отвезли на базу ВВС Фейрберн, где он сел на военный самолёт до Мельбурна. Его жена Зара осталась в Канберре, чтобы завершить подготовку к ежегодной Рождественской вечеринке. В Мельбурне Холт и его секретарь Патрисия де Лейси были доставлены в офис. Холт надиктовал несколько писем и отправился домой на улицу Сент-Джордж, район Турак. Своей экономке Эдит (Тайни) Лоулесс он сообщил, что выходные проведёт в пляжном домике. С ним было письмо от либеральной партии с выражением недовольств работой правительства.
В Порси Холт отправился за рулём своего красного автомобиля Pontiac Parisienne. По пути он остановился в Сорренто, где встретил соседку Марджери Гиллеспи и получил приглашение выпить вечером. После часовой беседы с ней и её мужем Уинтоном Холт поужинал с Лоулесс, которая отдельно везла его одежду на выходные. В субботу, 16 декабря, Холт проснулся рано и легко позавтракал, немного поработал в саду, сделал несколько телефонных звонков своему пресс-секретарю Тони Эгглтону и пасынку Николасу, приглашая последнего в Портси. После полудня Холт играл в теннис, затем провёл время с Николасом и его семьёй. Вечером Холт около часа был на коктейльной вечеринке у соседей, вернулся домой, чтобы поужинать с дюжиной гостей.

## Исчезновение
В воскресенье, 17 декабря Холт проснулся рано и после завтрака позвонил жене. В местном магазине купил приманку, арахис и газету. Один из заголовков «The Australian» гласил: «Премьеру рекомендуется плавать поменьше», где приводился последний совет доктора Фоунса. Неясно, покупал или читал ли Холт именно эту газету. Вернувшись домой, Холт начал собираться на барбекю в Пойнт-Непеан и на подводную охоту. В 11:15 он с четырьмя спутниками (Марджери Гиллеспи, её дочерью Вайнер, двумя друзьями семьи Гиллеспи — Мартином Симпсоном и Аланом Стюартом) отправились в путь. Стоял жаркий день, и яхта кругосветного мореплавателя Алека Роуза, которого хотели по пути увидеть путешественники, была едва видна. Поэтому остановка оказалась короткой.
По пути в Портси Холт предложил остановиться на пляже Чевиот. На часах было около 12:15, Холту хотелось охладиться и нагулять аппетит перед обедом. Он много раз плавал здесь и хорошо знал местность. В 1960 году даже нашёл иллюминатор парохода «Чевиот», крушение которого дало название пляжу. Несмотря на высокие волны, сильное течение и видимые воронки, Холт не побоялся войти в воду. Алан Стюарт также последовал его примеру, когда остальные посчитали это опасным. Стюарт остановился недалеко от берега, но даже там ощутил сильное подводное течение. Холт же поплыл на глубину в море. Ему кричали, но он не поднимал рук, не звал на помощь. Поднялась волна, и он исчез из виду.

## Поиски
После исчезновения Холта Алан Стюарт поехал в Военное училище Портси неподалёку. Училище пустовало, так как большинство сотрудников находилось в отпусках, но удалось вызвать полицию штата Виктория. Это положило начало поисковой операции, названной одной из самых крупных в истории Австралии. В поисках тела Гарольда Холта в 13:30 три дайвера-любителя погрузились в неспокойную воду. Вскоре к поискам привлекли вертолёты, гидроциклы, полицейских дайверов и две военно-морские команды. К концу дня в операции было задействовано более 190 учащихся военного училища. Это число позже выросло до более 340.
Поиски возобновились в 5 утра 18 декабря, несмотря на сильный ветер, срывающийся дождь и волнение на море. Работая посменно, 50 водолазов искали тело у скал и выступов, неподалёку от которых видели Холта в последний раз. Им пришлось использовать свободную экипировку, чтобы не травмироваться при погружении, поскольку течение относило их к скалам. Из-за отлива в 8 утра поиски отложили до второй половины дня. Погода вновь помешала поискам на следующий день. В среду, 20 декабря, условия улучшились, но большинство сотрудников отозвали. Новую операцию по поискам Холта назначили на 5 января 1968 года, но она свелась к ежедневному патрулированию пляжа. Капитан-лейтенант Фил Хоук позже заявил, что «к вечеру воскресенья шансы найти премьер-министра были потеряны».

## Результат
СМИ узнали об исчезновении Холта спустя час после случившегося. Первое заявление было сделано примерно в 13:45 на Мельбурнской радиостанции 3DB. Заре Холт о пропаже мужа сообщил один из его секретарей Питер Бэйли.

### Панихида
Панихида по Холту прошла в пятницу, 22 декабря, в Соборе Святого Павла. В связи с отсутствием тела погребальная молитва не произносилась. В соборе присутствовало 2000 человек, тысячи людей выстроились вдоль близлежащих улиц и слушали громкоговорители. Были аккредитованы 30 журналистов, один фотограф. Известными гостями были Линдон Джонсон из США, Гарольд Вильсон и Эдвард Хит из Великобритании, Кит Холиок из Новой Зеландии и лидеры шести азиатских стран. После панихиды состоялся официальный приём в Доме Правительства Мельбурна.

### Вопросы правопреемства
Джон Макьюэн (руководитель Национальной партии Австралии и премьер-министр де-факто) отдыхал на своей ферме в Стэнхоупе, когда узнал об исчезновении Холта. Он немедленно отправился в Канберру и вечером 17 декабря встретился с генерал-губернатором Ричардом Кейси. Они понимали необходимость Временного правительства, опираясь на опыт 1939 года, когда Эрл Пейдж временно занял пост премьер-министра в связи со смертью Джозефа Лайонса. На следующий день Кейси выступил с официальным заявлением, и Макьюэна назначили исполняющим обязанности премьер-министра во второй половине дня 19 декабря.
С исчезновением Холта в либеральной партии встал вопрос о его преемнике. Ситуация осложнилась после публичного заявления Макьюэна о том, что партия выйдет из коалиции, если либеральная партия выберет Уильяма Макмэхона, занимавшего пост заместителя. Выборы руководителя не проводились до 9 января, отмечавшего 23-й день со дня исчезновения Холта. Были определены четыре кандидата: Джон Гортон, Пол Хэзлак, Билли Снидден и Лес Бари. Гортон обошёл Хэзлака на втором этапе голосования и вступил в полномочия премьер-министра на следующий день.

## Гипотезы
По словам биографа Тома Фрэйма, «нет сомнений, что Гарольд Холт утонул — он был одним из многих простых австралийцев, которые тонут каждый год по невнимательности или невезению». Холт, вероятно, переоценил своё умение плавать и неподходящие для этого условия. Также он мог перенести сердечный приступ, пораниться о корягу, ужалиться медузой или встретить акулу. Тело Холта, вероятно, утонуло или его унесло в море отливом, что неудивительно: трое мужчин утонули в тех же местах несколькими годами ранее — одно тело пропало, два других найдены в других местах. Выдвигалось предположение, что Холт вошёл в воду, чтобы покрасоваться перед Марджери Гиллеспи, с которой у него, по слухам, завязался роман. В 1988 году Гиллеспи публично заявила об их любовной связи, хотя прежде опровергала это.

### Официальные расследования
Полиция штата Виктория начала официальное расследование исчезновения Холта на следующий день после случившегося. Руководителем расследования назначили бывшего следователя по делам убийств Джека Форда, а его помощником — Обри Джексона из Содружества полиции. Полицейский отчёт от 5 января 1968 года не предоставил окончательных выводов из-за отсутствия доказательств. Старший патологоанатом Джеймс Макнамара предположил, что, Холт, возможно, запутался в водорослях и позже стал жертвой морских обитателей (например, акул, лангустов, морских вшей). При таком раскладе тело Холта превратилось в скелет за 24—48 часов. Некоторые причастные к расследованию позже заявляли, что часть информации не вносилась в итоговый отчёт. Мартин Симпсон признался, что у Холта было несколько банок пива в сумке.
Федеральное правительство отказалось провести собственное расследование, поскольку исчезновение считалось бесспорным, да и семья Холта выступала против. До 1985 года закон штата запрещал проводить расследование без наличия тела. В августе 2003 года государственный следователь Грэм Джонстон объявил, что его ведомство составило список из 103 нераскрытых преступлений, связанных с утоплением, когда тела не были обнаружены. В ноябре 2004 года 82 случая, включая дело Холта, признали пригодными для расследования. Формально расследование возобновилось в августе 2005 года, и в начале следующего месяца Джонстон заявил, что «мистер Холт необдуманно рискнул и утонул в бурной воде у пляжа Чевиот […] ничто в собранных материалах не указывает на что-либо иное, кроме утопления». Джонстон также подверг критике решение не проводить правительственные расследования после исчезновения Холта, что породило неподтверждённые слухи и необычные теории.

### Возможное самоубийство
Сторонники версии о самоубийстве утверждают, что Холт был подавлен и психически неуравновешен, боялся обрушения политической карьеры, отчего покончил с собой. Но это опровергается жизнерадостностью Холта, который любил свою семью и строил планы. В 1968 году полицейский доклад исключил возможность самоубийства, так как Холт жил обычным распорядком за несколько дней до исчезновения, а также самоубийство крайне редко совершается при свидетелях. Документальный фильм 2007 года «Who Killed Harold Holt?» поднимал вопрос самоубийства. Сын Холта Сэм заявил в интервью, что в идею самоубийства в его семье никто не верит. Зара Холт ранее характеризовала мужа, как «слишком эгоистичного» для суицида. Двое коллег Холта Тони Эгглтон и Малькольм Фрейзер также отвергли любые предположения о самоубийстве. Алик Доунер и Джеймс Киллен выразили подобную точку зрения в своих воспоминаниях. Эдвард Сент-Джон же допускал возможность самоубийства, считая, что Холту было безразлично — жить или умереть. Продюсер документального фильма 2008 года «The Prime Minister is Missing» Питер Батт отметил: «Никто не думал, что это было в его характере, и все, кто знал его, совершенно отвергли эту идею».

### Теории заговора
Исчезновение Холта породило многочисленные теории заговора, большинство из которых подразумевают утаивание правительственными структурами. В 1968 году в газете «Sunday Observer» утверждалось, будто Холта убило ЦРУ, чтобы он не вывел Австралию из войны во Вьетнаме. Там же предполагалось, что Холт был убит представителем Северного Вьетнама (в отместку за травлю нервно-паралитическим газом); либо Холт инсценировал собственную смерть ради любовницы. В 1983 году британский журналист Энтони Грей опубликовал книгу «Премьер-министр был шпионом», в которой утверждал, что Холт был китайским шпионом и инсценировал свою смерть, чтобы перебраться в Китай. Его, якобы, выловили водолазы и посадили на ожидающую подводную лодку. Рецензенты отметили множество фактических ошибок в книге, в частности, физическую невозможность остановки субмарин в такой близи от берега. Зара Холт отметила, что её муж «не любил даже китайскую еду».

## Наследие
Холт запомнился преимущественно в связи с фактом своей смерти, нежели политическими достижениями. В Австралии был только один премьер-министр (Мензис) с 1949 по 1965 годы, затем в 1966—1972 годы их насчитывалось шесть. Питер Бауэрс полагает, что смерть Холта закончила в Австралии «эпоху невинности», когда национальные лидеры не могли больше скрывать от общественности свою частную жизнь.

### Памятники
На первую годовщину гибели Холта к рифу на глубине около 15 метров на пляже Чевиот была прикреплена мемориальная доска. Памятники Холту поставлены на скале пляжа, на главном кладбище Мельбурна (с надписью «он любил море»). В сентябре 1968 года военно-морская станция связи в Западной Австралии была переименована в честь Холта. В следующем году его вдова в Лос-Анджелесе (США) присутствовала на церемонии спуска на воду корабля, названного в честь её супруга, одного из немногих, получившего имя иностранного лидера. В марте 1969 года открылся плавательный центр имени Гарольда Холта в пригороде Мельбурна. Бассейн австралийской армии на военной базе в Вунгтау (Вьетнам) также назван в честь Холта.

### В массовой культуре
Смерть Холта вошла в австралийский фольклор и употребляется, как пример чёрного юмора. Писатель и путешественник Билл Брайсон назвал её «заплывом, где не нужно полотенце». Имя Холта стало нарицательным для обозначения любого внезапного или необъяснимого исчезновения. В австралийском варианте рифмованного сленга появилась фраза to do a Harold Holt со значением to bolt (убегать, удирать), а также "Вывесить фонарь для Гарольда Холта" в значении "заниматься бессмысленной работой". Смерть Холта обыгрывалась в австралийском сериале «Соседи» и ряде других. в 1988 году экс-тренер клуба по регбилиг «Кроналла-Сазерленд Шаркс» Джек Гибсон, комментируя соревнование, заявил: «ждать, что „Кроналла“ выиграет финал, это всё равно, что на крыльце оставлять включённый свет для Гарольда Холта». В течение следующих тридцати лет болельщики, поддерживающие соперничающую с «Кроналлой» команду, размахивали на стадионах плакатами с лицом Холта, наряжались в гидрокостюмы. В 2016 году клуб всё же выиграл Национальную регбийную лигу.

## Комментарии
1. ↑  Президент Филиппин  Фердинанд Маркос, премьер-министр Сингапура Ли Куан Ю, президент Южной Кореи Пак Чон Хи, президент Южного Вьетнама Нгуен Ван Тхьеу, премьер-министр Тайваня Янь Цзягань и премьер-министр Таиланда Таном Киттикачон. Также прибыли представители Фиджи, Индии, Индонезии, Японии, Лаоса, Малайзии и Западного Самоа.
2. ↑    - Eggleton said Holt "didn't sound like a man planning to jump into the sea and end it the next day" (in reference to a phone conversation they had had on 16 December).
  - Fraser said "if somebody is planning to jump off a cliff, they are not at the same time planning to have a major cabinet review of the direction that Australia's taking" (in reference to plans he and Holt had discussed for 1968).[14]
  - Downer said "no one who really knew Holt would lightly come to such a conclusion ... Holt was not the sort of man who would sacrifice everything for the unknown".
  - Killen said "there was nothing I ever saw in his make-up which would give the slightest support to the view that he could become desperate and suicidal".
3. ↑  англ. the swim that needed no towel
4. ↑  англ. Waiting for Cronulla to win a Grand Final is like leaving a porch light on for Harold Holt.